# Nawaf Boushal
Nawaf Al-Boushal (ur. 16 września 1999 w Al-Katif) – saudyjski piłkarz grający na pozycji  obrońcy w Al-Nassr oraz reprezentacji Arabii Saudyjskiej.

## Kariera klubowa
W 2019 dołączył do seniorskiego zespołu Al-Fateh, z którym podpisał trzyletni kontrakt, który został w 2022 przedłużony o kolejne dwa lata.
20 stycznia 2023 związał się umową z Al-Nassr, obowiązującą do 2027.